# كابونغو كاسونغو
كابونغو كاسونغو (18 يوليو 1994 بكينشاسا في جمهورية الكونغو الديمقراطية -) لاعب كرة قدم من جمهورية الكونغو، ويلعب سابقا لنادي الزمالك في مركز المهاجم الصريح.

## مسيرته الكروية
اكتشفه المدرب التونسي بسام قويدر حين تولى تدريبه ضمن صفوف نادي كالوم الغيني، وتصدر قائمة هدافي فريق كالوم برصيد 15 هدفًا، ونال لقب أفضل محترف في الدوري الغيني وشارك مع فريقه في دوري أبطال أفريقيا 2015 في 6 مباريات وسجل 4 أهداف.

رشحه قويدر للانتقال إلى صفوف الأفريقي التونسي في يناير 2016، ولكن الصفقة لم تتم رغم وصول اللاعب إلى تونس بحجة ضعف قدراته الهجومية، وعدم لعبه في مركز المهاجم الصريح.
في يوليو 2016، تمت تجربة كاسونغو القصيرة في نادي سانت إتيان، لكنهم لم يمنحوه عقدًا وانتهت تأشيرته في فرنسا، مما أجبره على الانضمام إلى الاتحاد بعد شهر واحد.
تعاقد معه الاتحاد السكندري في 6 سبتمبر 2016 قادمًا من فريق كالوم، وقد لفت الأنظار بقوة بتسجيله العديد من الأهداف في بطولة الدوري.
في 13 يونيو 2017، انتقل من الاتحاد إلى الزمالك مقابل مبلغ قدره 830,000 دولار.
ظهر لأول مرة مع منتخب جمهورية الكونغو الديمقراطية لكرة القدم في 18 نوفمبر 2018 في التصفيات المؤهلة لكأس الأمم الأفريقية ضد الكونغو وسجل هدفا في أول مباراة له بالتعادل 1-1.

## إحصائيات مشاركاته
آخر تحديث في 16 يوليو 2017

### مع الأندية
| الفريق           | الموسم    | الدوري  | الدوري | الكأس   | الكأس | البطولات القارية | البطولات القارية | الإجمالي | الإجمالي |
| الفريق           | الموسم    | مشاركات | أهداف  | مشاركات | أهداف | مشاركات          | أهداف            | مشاركات  | أهداف    |
| ---------------- | --------- | ------- | ------ | ------- | ----- | ---------------- | ---------------- | -------- | -------- |
| كالوم ستار       | 2014–2015 | —       | —      | —       | —     | 6                | 4                | —        | —        |
| كالوم ستار       | الإجمالي  | —       | —      | —       | —     | 6                | 4                | —        | —        |
| الاتحاد السكندري | 2016–2017 | 23      | 12     | 1       | 0     | —                | —                | 24       | 12       |
| الاتحاد السكندري | الإجمالي  | 23      | 12     | 1       | 0     | —                | —                | 24       | 12       |

## الألقاب
الزمالك -
1 كاس مصر 2018--
1 كونفدراليه افريقيه 2019--
1 دوري مصري 2021--
1 سوبر مصري 2020--
1 سوبر أفريقي 2020

## الإنجازات

### الجماعية
الزمالك
- كأس مصر:
  - البطل (1): 2018[3]

### الفردية
- كأس مصر:
  - الهداف (1): 2018 (4 أهداف)

## روابط خارجية
- كابونغو كاسونغو على موقع اتحاد تركيا (لاعب) (الإنجليزية)
- كابونغو كاسونغو على موقع قاعدة بيانات كرة القدم.إي يو (الإنجليزية)
- كابونغو كاسونغو على موقع ناشيونال فوتبول تيمز (الإنجليزية)
- كابونغو كاسونغو على موقع Soccerway.com (الإنجليزية)

- كابونغو كاسونغو